# 化学新書
化学新書 （かがくしんしょ）は、川本幸民によりドイツのユリウス・シュテックハルトの『Die Schule der Chemie』のオランダ語訳版を原本として翻訳された化学書である。1861年に出版された。
本書で化学という言葉が日本で初めて用いられた。その内容は第1部が無機化学、第2部が有機化学となっており、全部で15巻あった。印刷刊行はされず、幸民が教授職を務めていた蕃書調所において、その写本を教科書として使っていた。明治時代になると、幸民は本書と他の化学書の内容を合わせて『化学通』を出版した。
宇田川榕菴の舎密開宗と並び江戸時代末期の代表的な化学書とされる。舎密開宗と比較すると、原子や分子、化合物、化学反応式といったより最新の概念が紹介されている。
無機化学の巻においては、各元素や化合物についての各論が詳細に記述されていた。それらの中には硫酸や塩酸といった酸や、ナトリウムやカリウムなどの軽金属、マンガンやコバルト、鉛といった重金属など、多くの元素やその化合物が網羅されていた。幸民は各元素に水・炭・窒・酸 (それぞれH・C・N・O) などと漢字の元素記号を当て、分子式を例えばNO2は"窒酸二"のように表現していた。化合物について記述する中で、原子の結合による分子形成の概念が図を用いて説明されていた。ここでドルトンの原子説が初めて日本に移入された。
有機化学の巻では、植物成分は主に水素・炭素・窒素・酸素の4種類の元素からなると説明しており、分子式を用いた異性体の概念の説明も見られた。
更にタンパク質やアセチル、アルデヒド、ラジカルなど最新の有機化学の知見も多数含まれていた。また酒の発酵に関して詳細に記述されていた。この知識を元に幸民は日本初のビールを醸造したのではないかと推定されている。
現在、日本学士院に『化学新書』を含む多数の関連する資料が所蔵されている。これらの資料は2011年に日本化学会によって化学遺産として認定された。